# Бистрицькі гори
Бистрицькі гори (рум. Munții Bistriței, угор. Besztercei-havasok) — гірські хребти на півночі Румунії, які входять до складу Внутрішніх Східних Карпат.
Геологічно ці хребти вважаються частиною групи Внутрішніх Східних Карпат. У межах Румунії, однак, традиційно поділяти Східні Карпати на румунській території на три географічні групи (північ, центр, південь), а не на Зовнішні та Внутрішні Східні Карпати. Румунська категоризація вказана нижче.
Гірський масив Бистриця складається з наступних гір:
- Бистрицькі гори (Munții Bistriței) самі по собі, що включають
  - Масив П'єтросул (Masivul Pietrosul; дослівно: Скелястий масив)
  - Масив Будакул (Masivul Budacul)
  - Масив Чахлау (Masivul Ceahlău)

причому останній іноді розглядають як чіткий діапазон. У Румунії вони вважаються частиною центральних Карпат Молдови та Трансильванії (Munții Carpați Moldo-Transilvani), або «MMT»
- Хребет Местеканіш (Obcina Mestecăniș). У Румунії вони вважаються частиною Північних Карпат Марамуреш і Буковини (Munții Carpați ai Maramureșului și Bucovinei), або «MMB»
- Депресія Дорна (Depresiunea Dornei) MMB
- Гори Гіумалау-Рарау (Munții Giumalău-Rarău) MMB
- Гори Джурджу (Munții Giurgeului) MMT
- Гори Гашмаш (Munții Hășmașu Mare) MMT